# Pebble Beach Concours d'Elegance
Pour les articles homonymes, voir Pebble Beach (homonymie) et Concours d'élégance.
Le Pebble Beach Concours d'Elegance est un des plus prestigieux concours d'élégance de voitures de collection du monde, fondé en 1950 avec le Monterey Car Week (la semaine de la voiture de Monterey), ayant lieu chaque année le troisième dimanche d'août au terrain de golf Pebble Beach Golf Links de Pebble Beach en Californie aux États-Unis,.

## Histoire

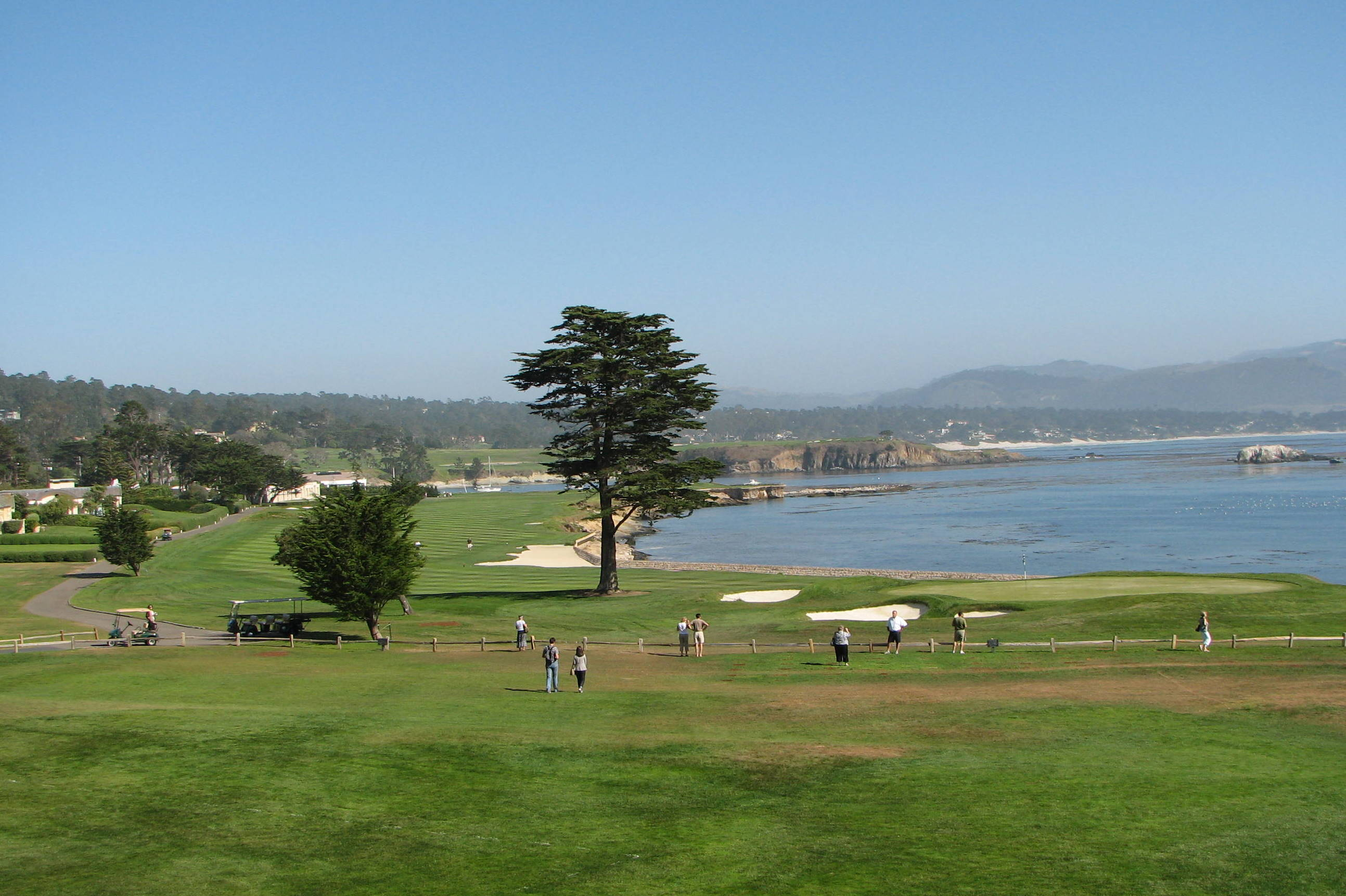
Terrain de golf Pebble Beach Golf Links de Pebble Beach en Californie

Le concours d'élégance de Pebble Beach est créé en 1950, avec le Monterey Car Week, au bord de l'océan Pacifique, à environ 200 km au sud-est de San Francisco, avec une trentaine de voitures de collection d'exception réparties en trois catégories (avant-guerre, après-guerre, et MG). 
Le concours se déroule en parallèle entre autres de la « Pebble Beach Road Races (en) », course de voiture de compétition de collection organisée par le SCCA (Sports Car Club of America) disputée de 1950 à 1956 sur un tracé de 3,4 km de routes publiques autour de Pebble Beach. La première course de 1950 est remportée par Phil Hill, futur pilote de Formule 1, tandis qu'en 1956, le pilote Ernie McAfee (en) perd la vie à bord de sa Ferrari 121LM Scaglietti Spyder de 1955 (dernière course disputée sur place avant d'être déplacée sur le circuit de Laguna Seca en 1957).

Quelques modèles exposés
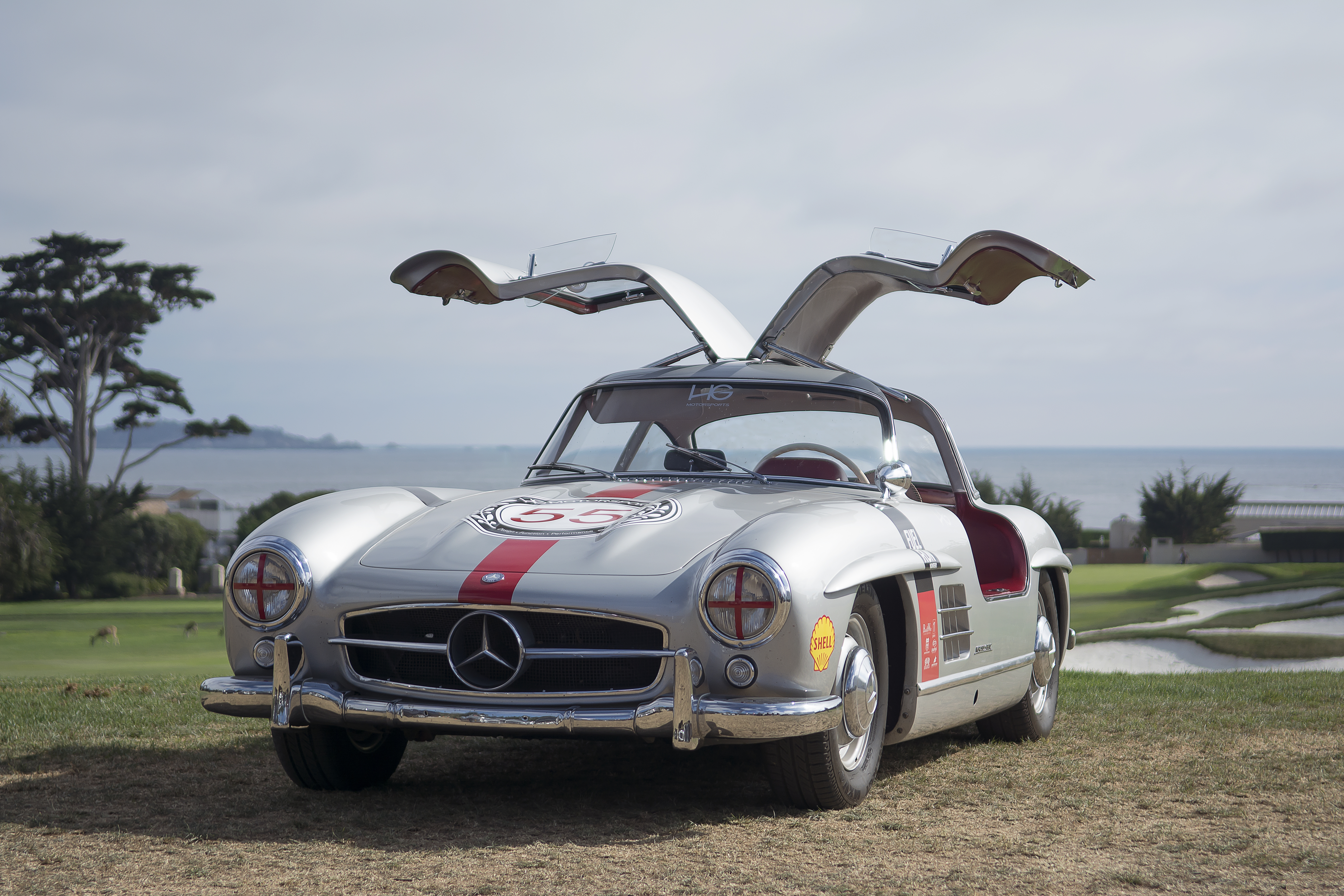
Mercedes-Benz 300 SL
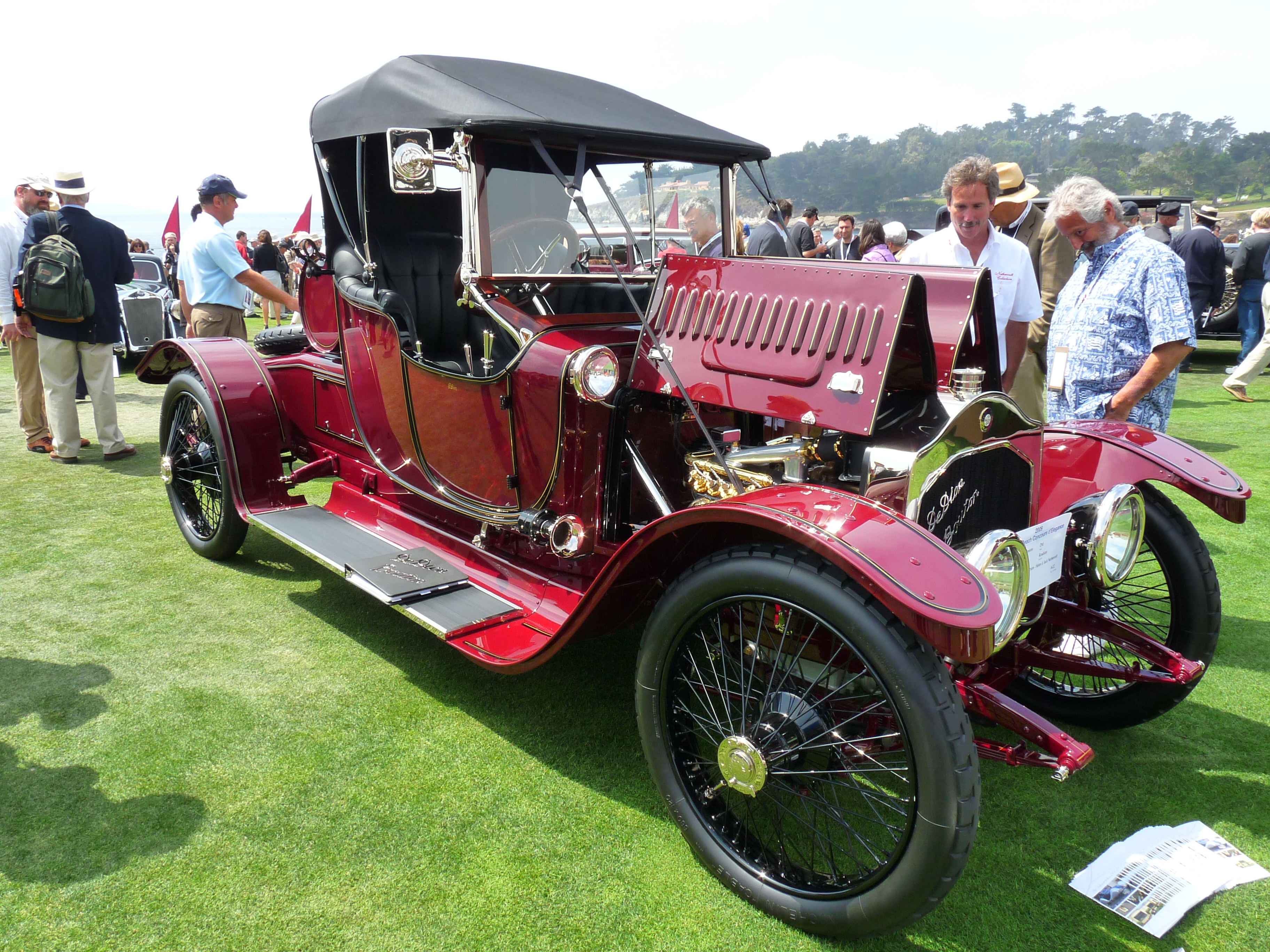
De Dion-Bouton V8 (1912)

Le concours à lieu à l'origine au « Beach Club » de Pebble Beach, puis à partir de 1952 au « Del Monte Lodge » de Pebble Beach, renommé depuis « The Lodge at Pebble Beach ».
À partir de 1961, un don de un dollar est demandé aux visiteurs pour l'aide financière caritative des auxiliaires de l'hôpital de Monterey, avant que les recettes de la billetterie et de la vente des affiches du concours ne soient reversées à des œuvres caritatives. En 2016, la totalité des dons recueillis lors de la manifestation s'élève à 1,7 million de dollars, et depuis 1950 ce sont 23 millions de dollars qui ont été reversés à des associations de bienfaisance.
La « Preservation class » prime depuis 2001 des voitures dans leur état totalement d'origine.
Une Ferrari 375 MM Scaglietti coupé de 1954 de l'édition 2014 est la première voiture d'après-guerre à remporter le concours Best of show depuis 1968.

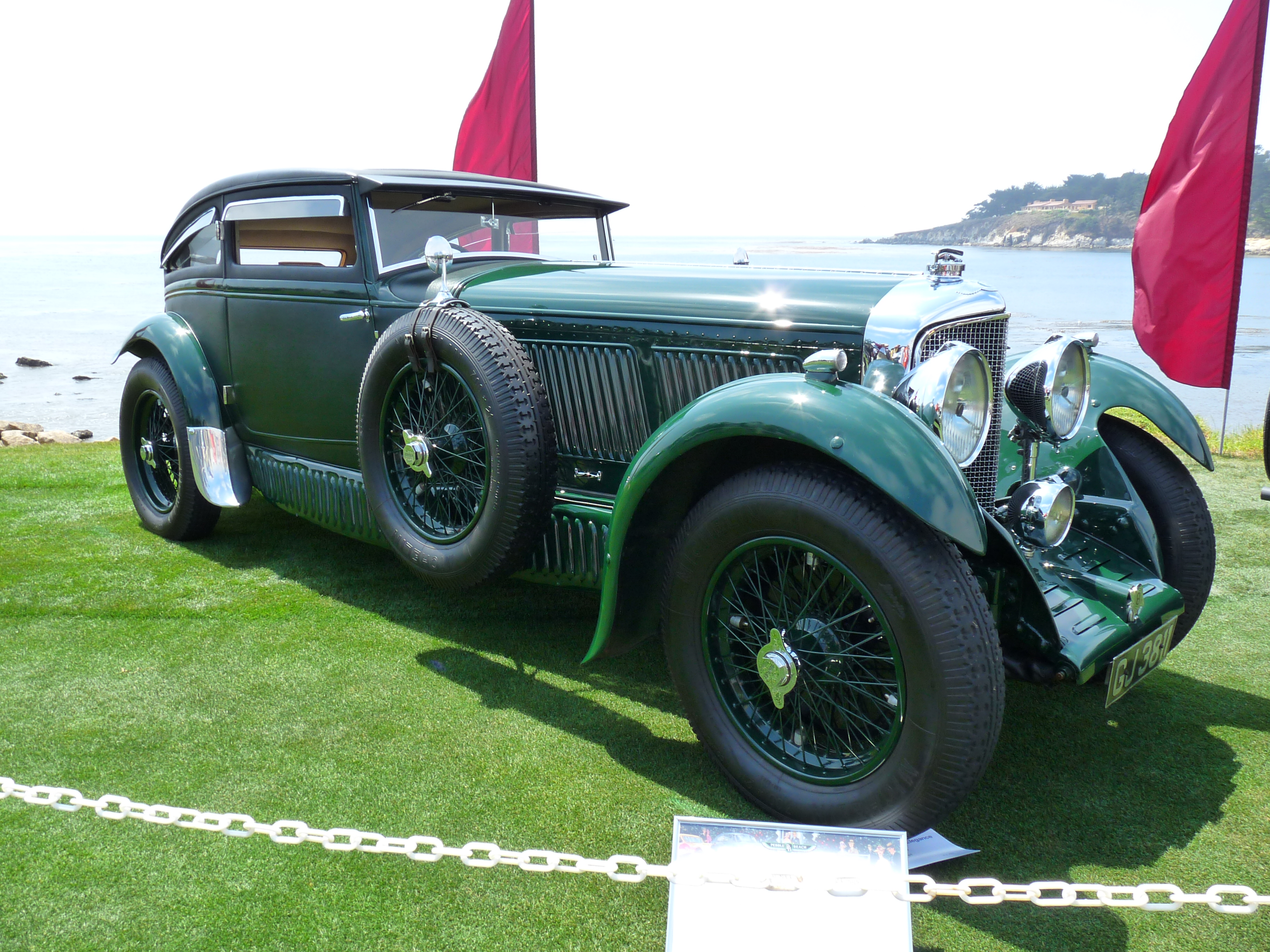
Bentley Speed Six Nutting Coupe (1930)
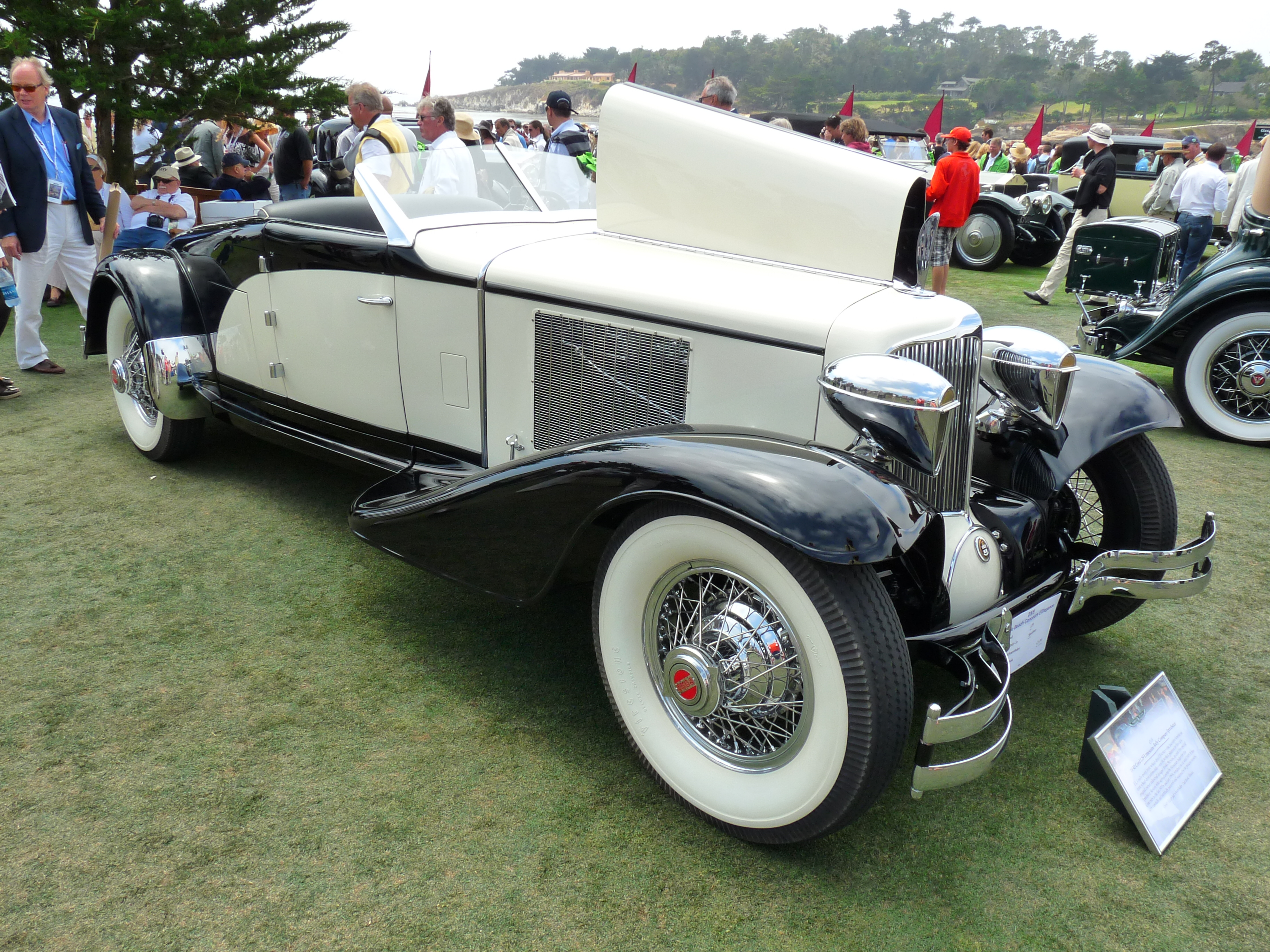
Cord L-29 Speedster by Brooks Stevens (1930)
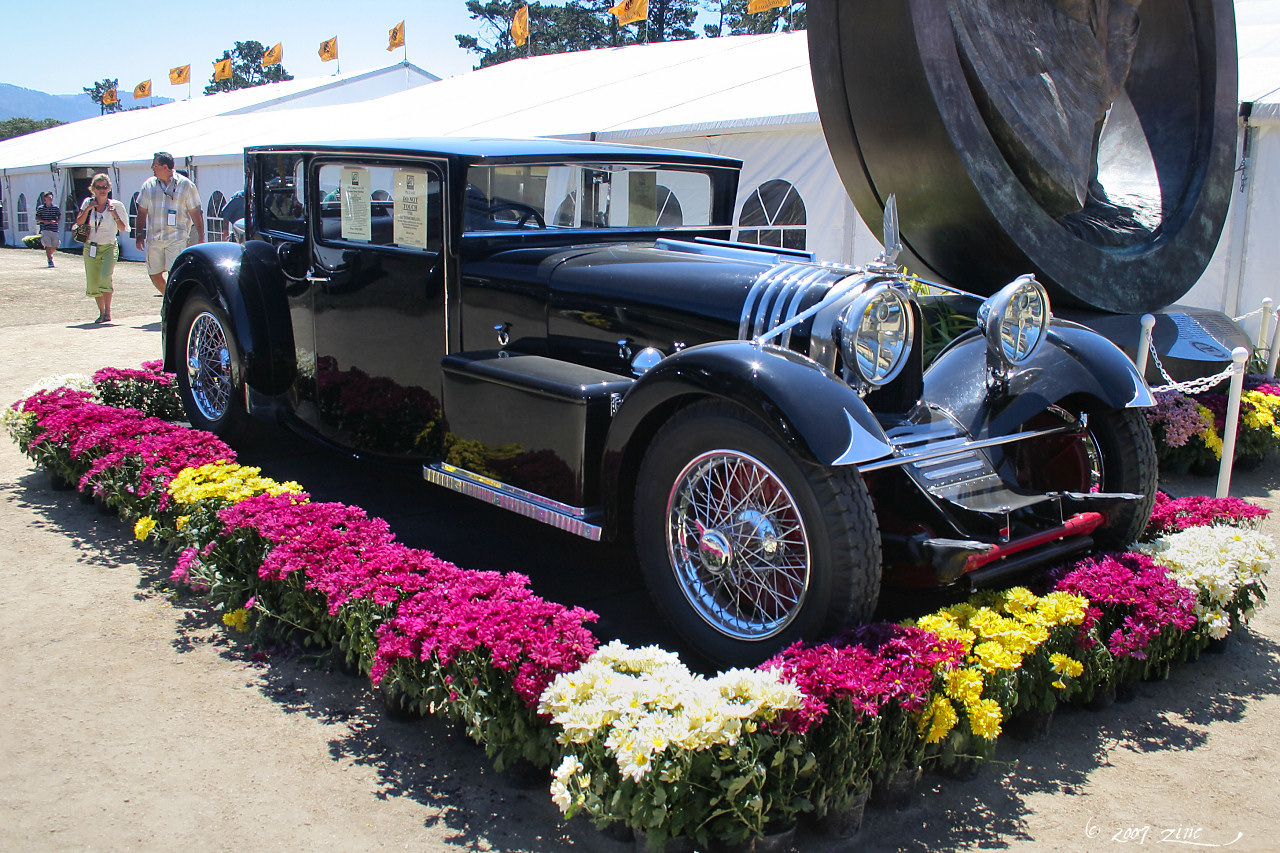
Avions Voisin C20 (1931)
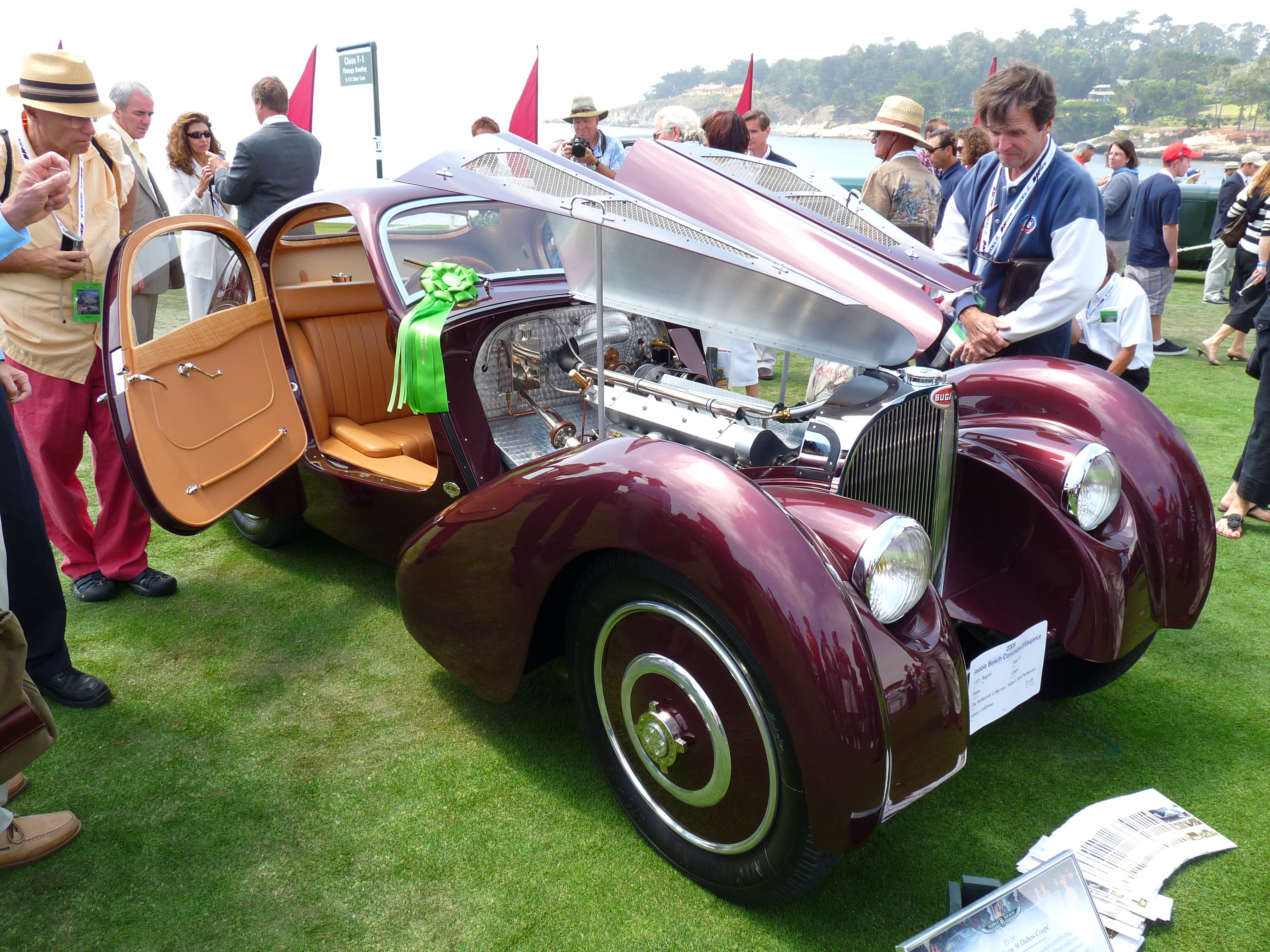
Bugatti Type 51 Atlantic (1931)
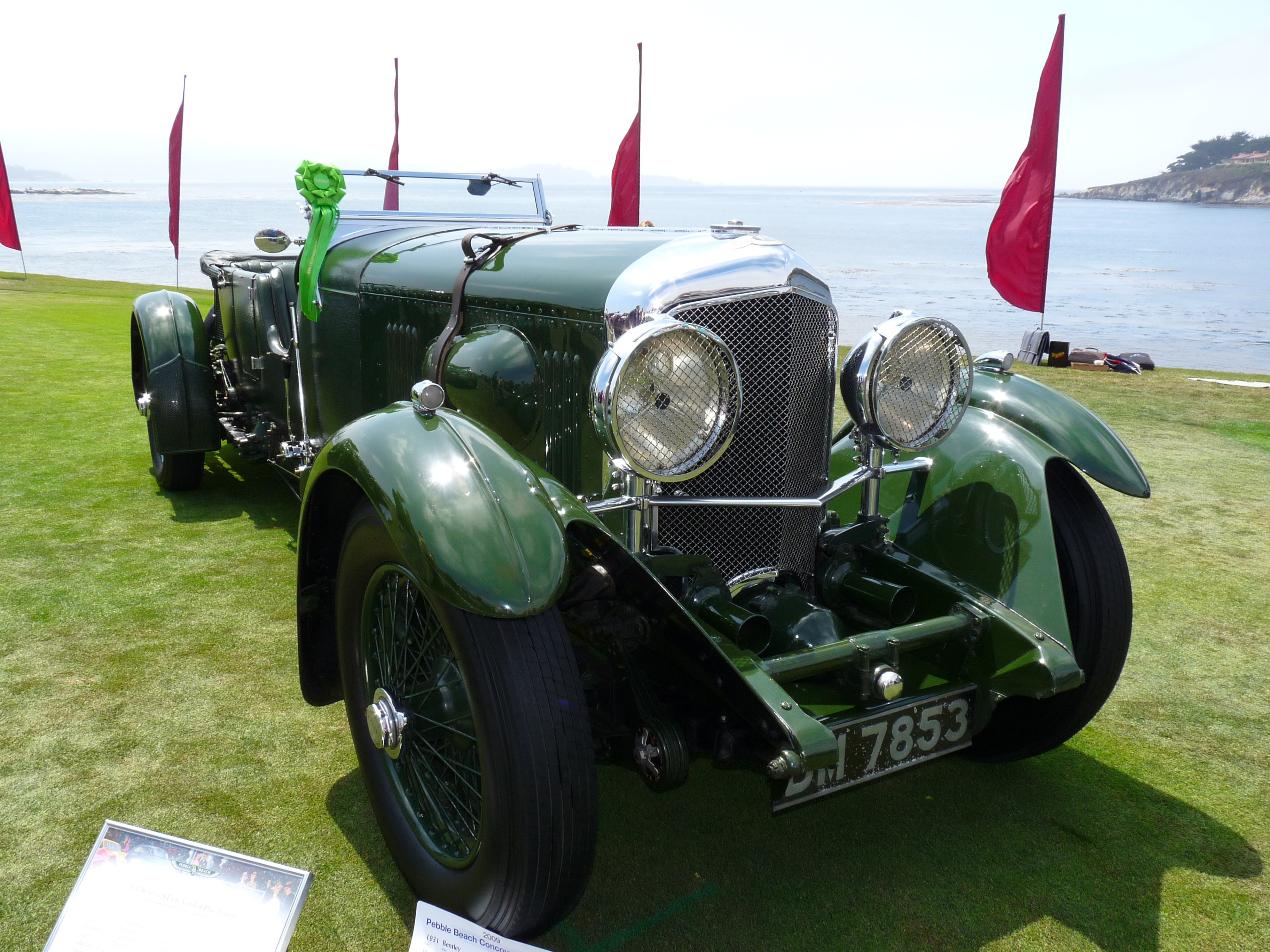
Bentley 8 Litre Tourer Vanden Plas (1931)
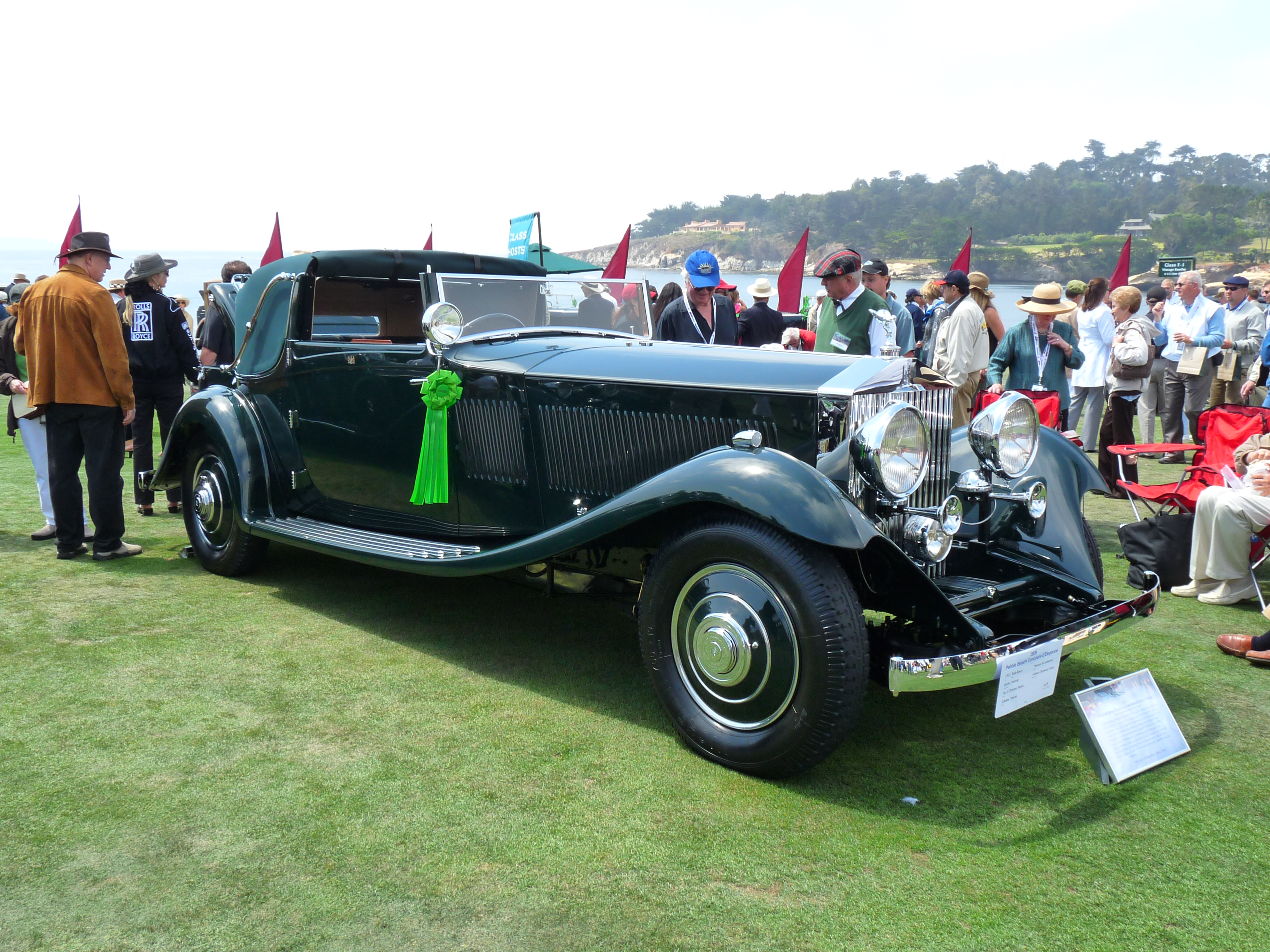
Rolls-Royce Phantom II Gurney Nutting (1933)
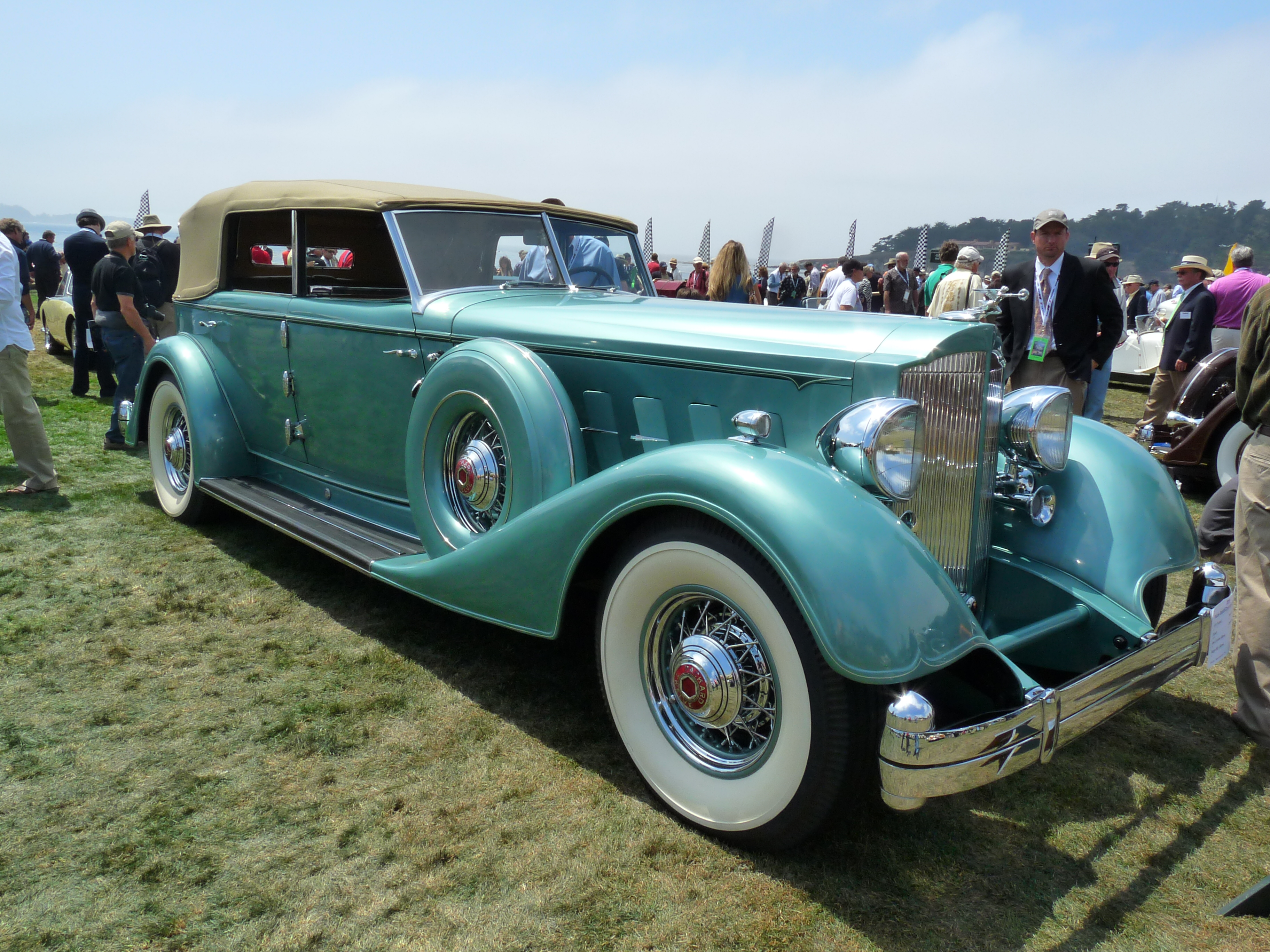
Packard Twelve 1108 Dietrich Convertible Sedan (1934)
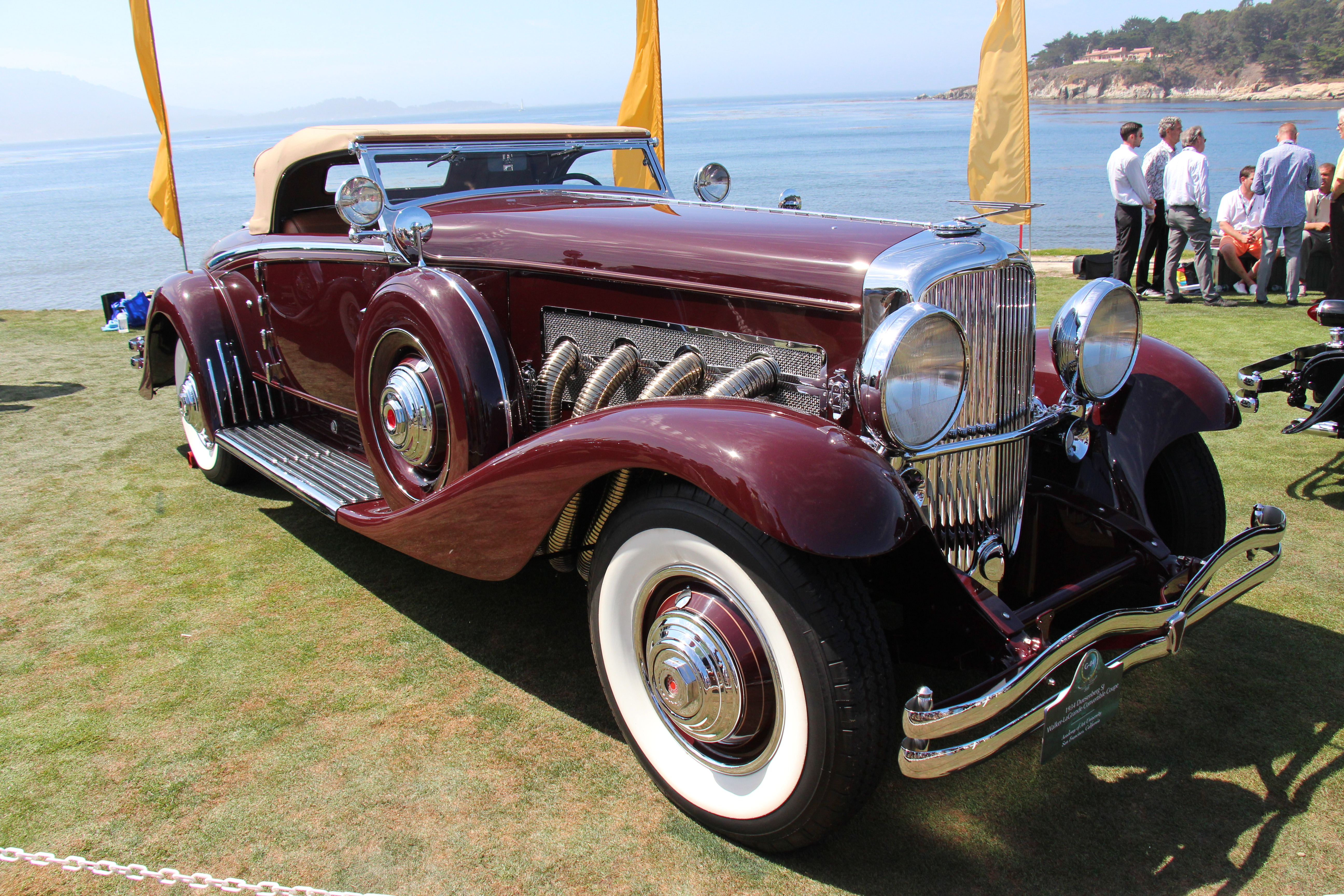
Duesenberg SJ coupé cabriolet (1934)
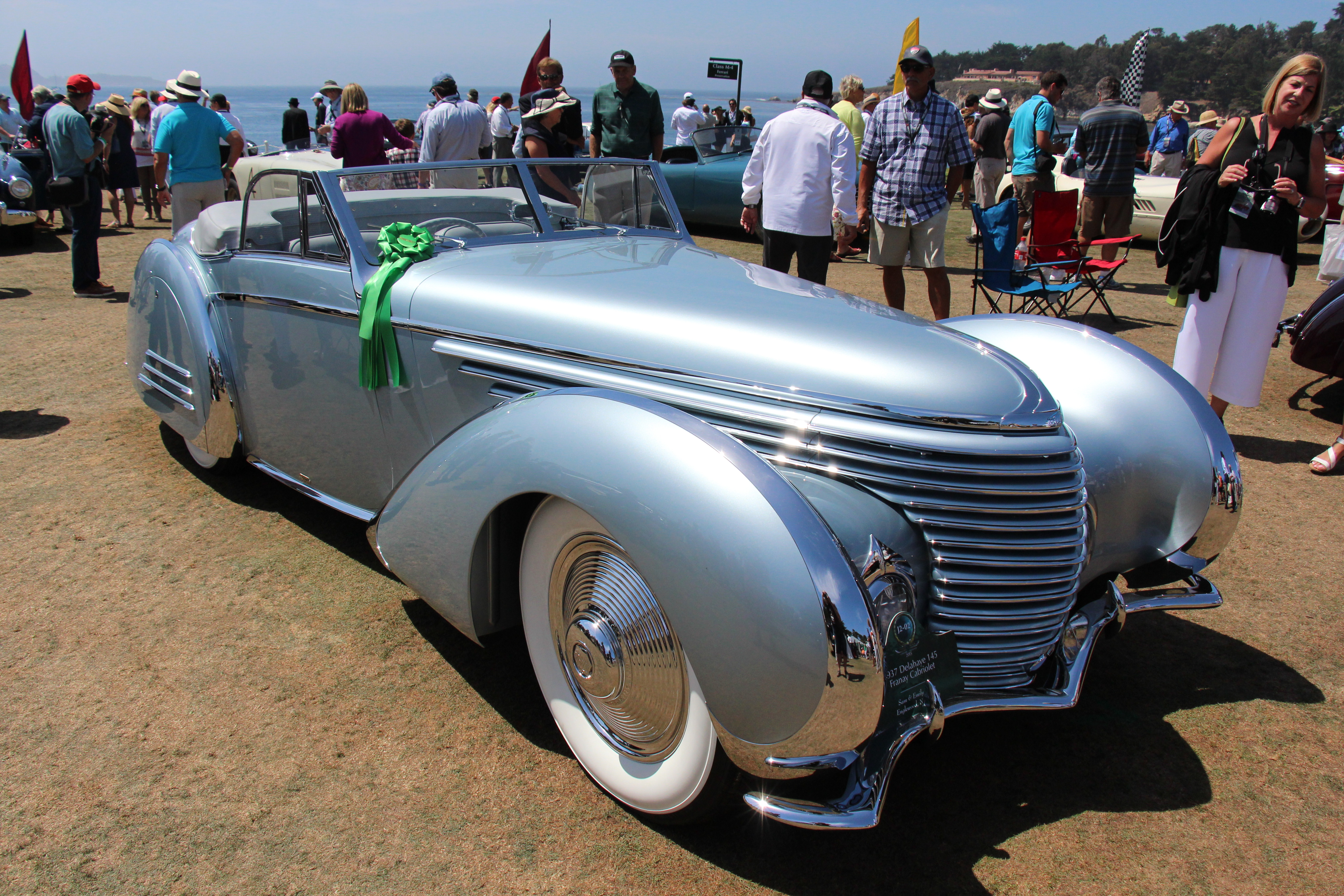
Delahaye Type 145 Franay (1937)
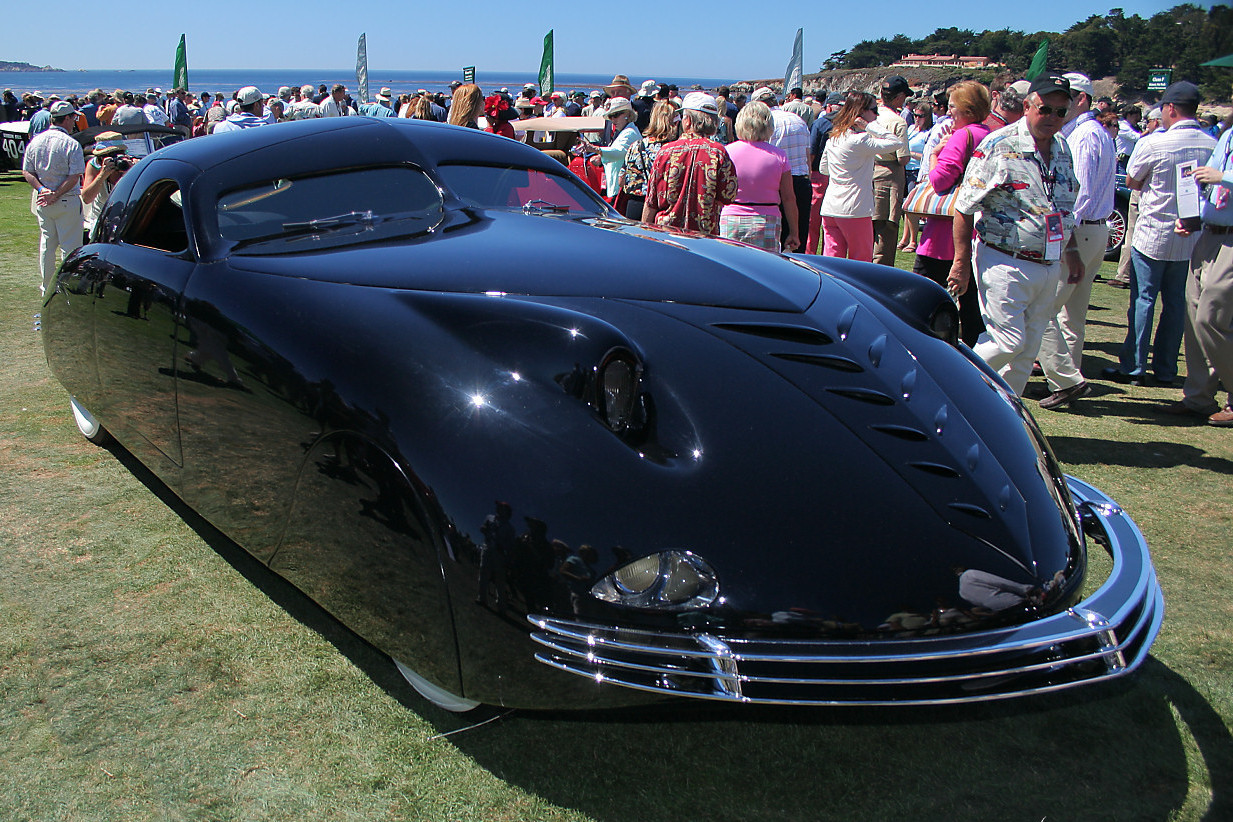
Phantom Corsair (1938)
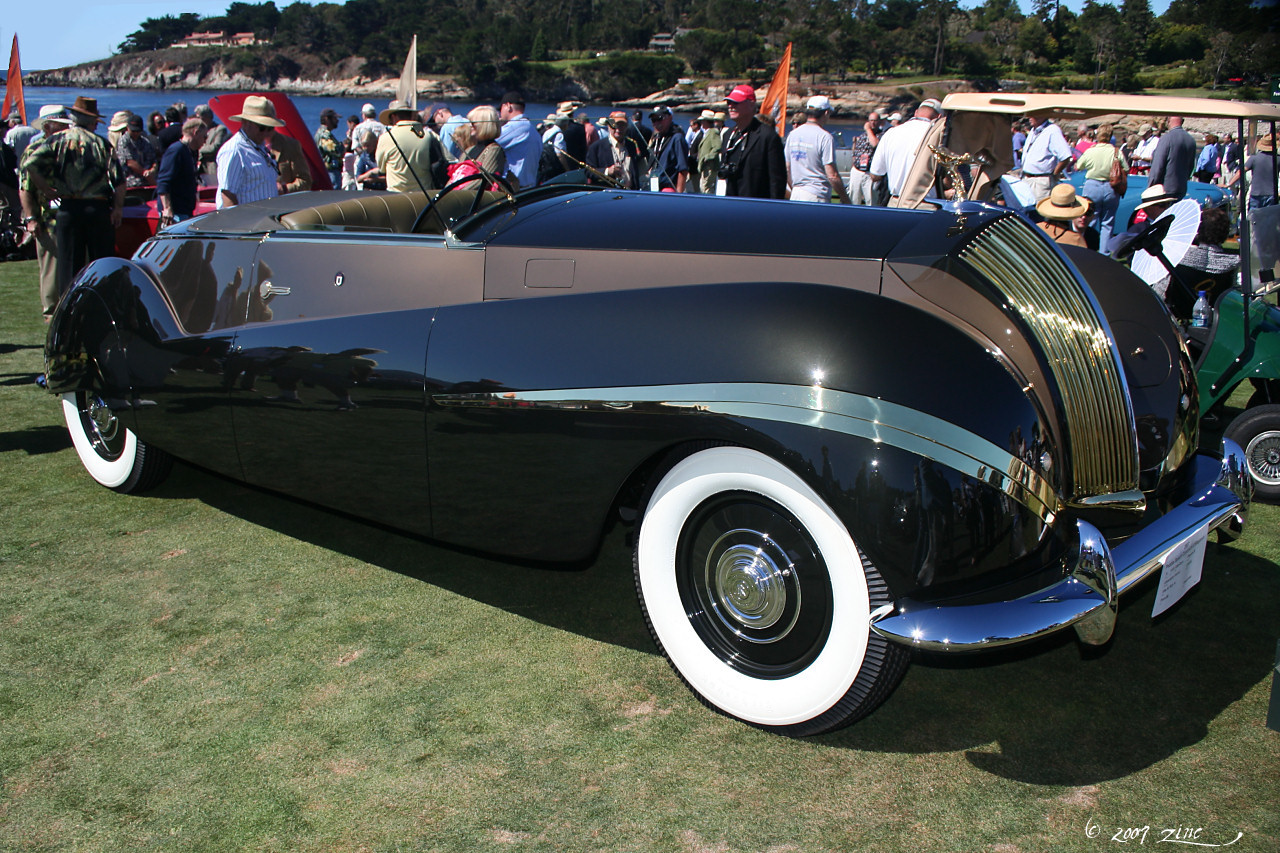
Rolls-Royce Phantom III Labourdette Vutotal  (1939)
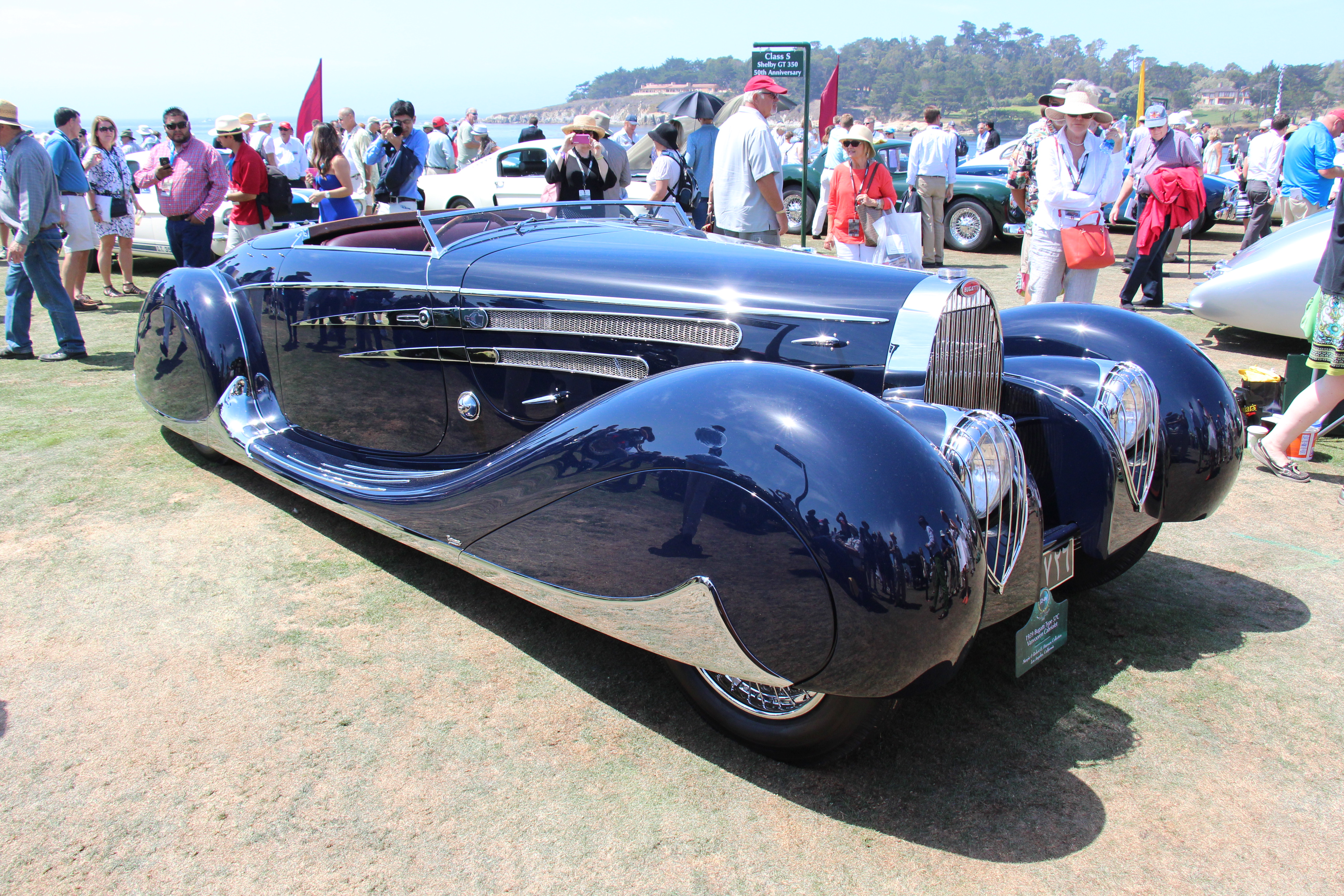
Bugatti Type 57C Saoutchik & Van Vooren (1939)
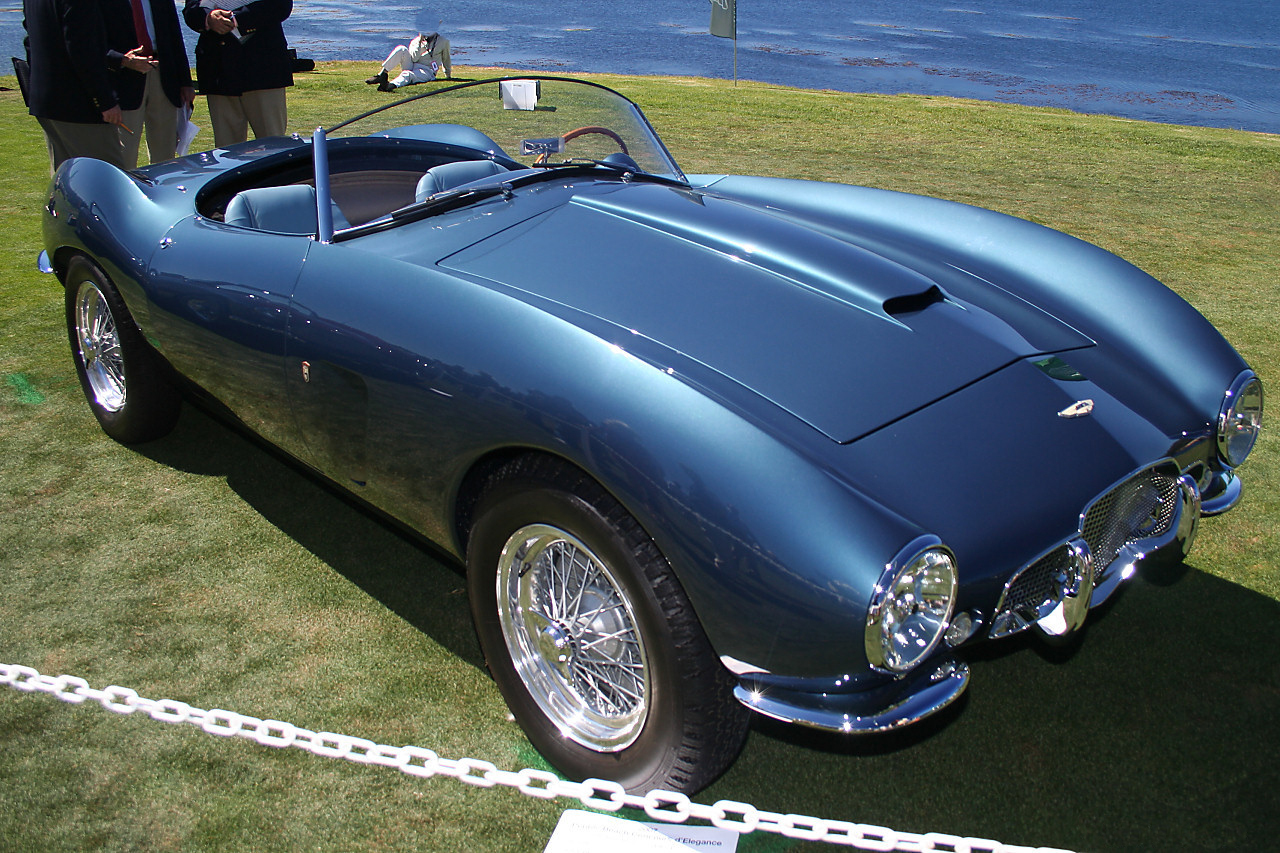
Aston Martin DB2/4 Berton Spider (1954)
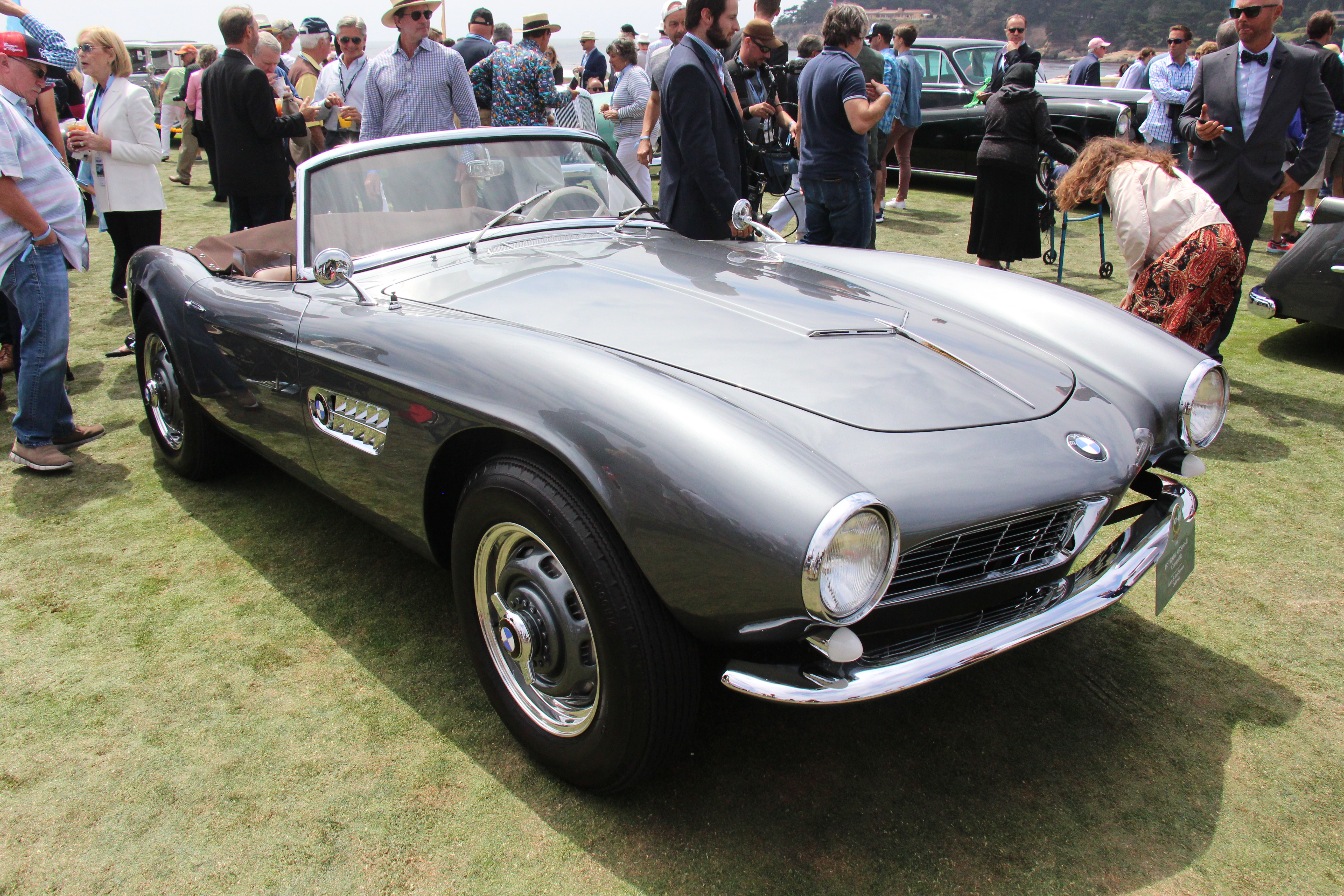
BMW 507 Series II (1957)
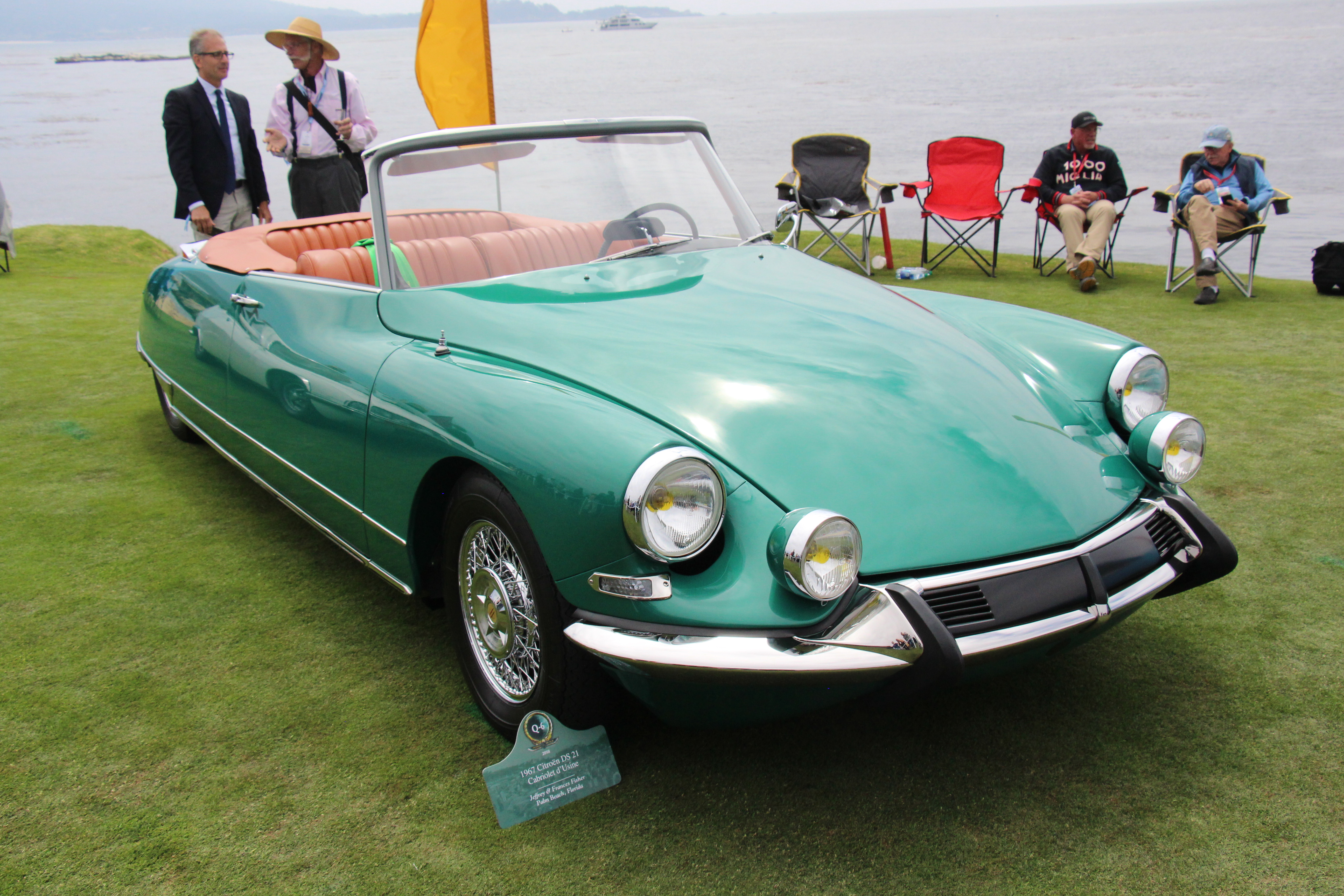
Citroën DS21 II cabriolet (1967)
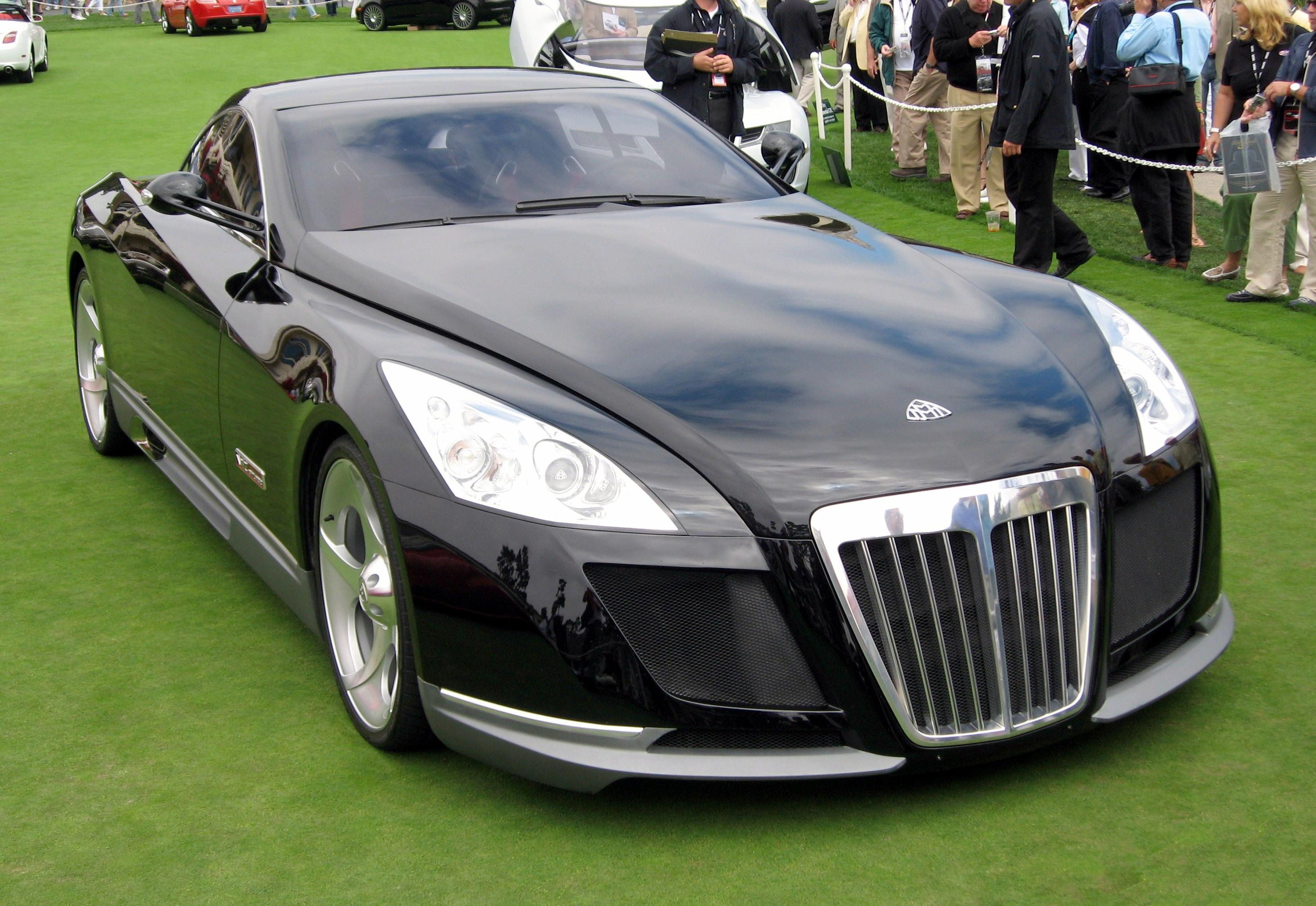
Maybach Exelero (2005)
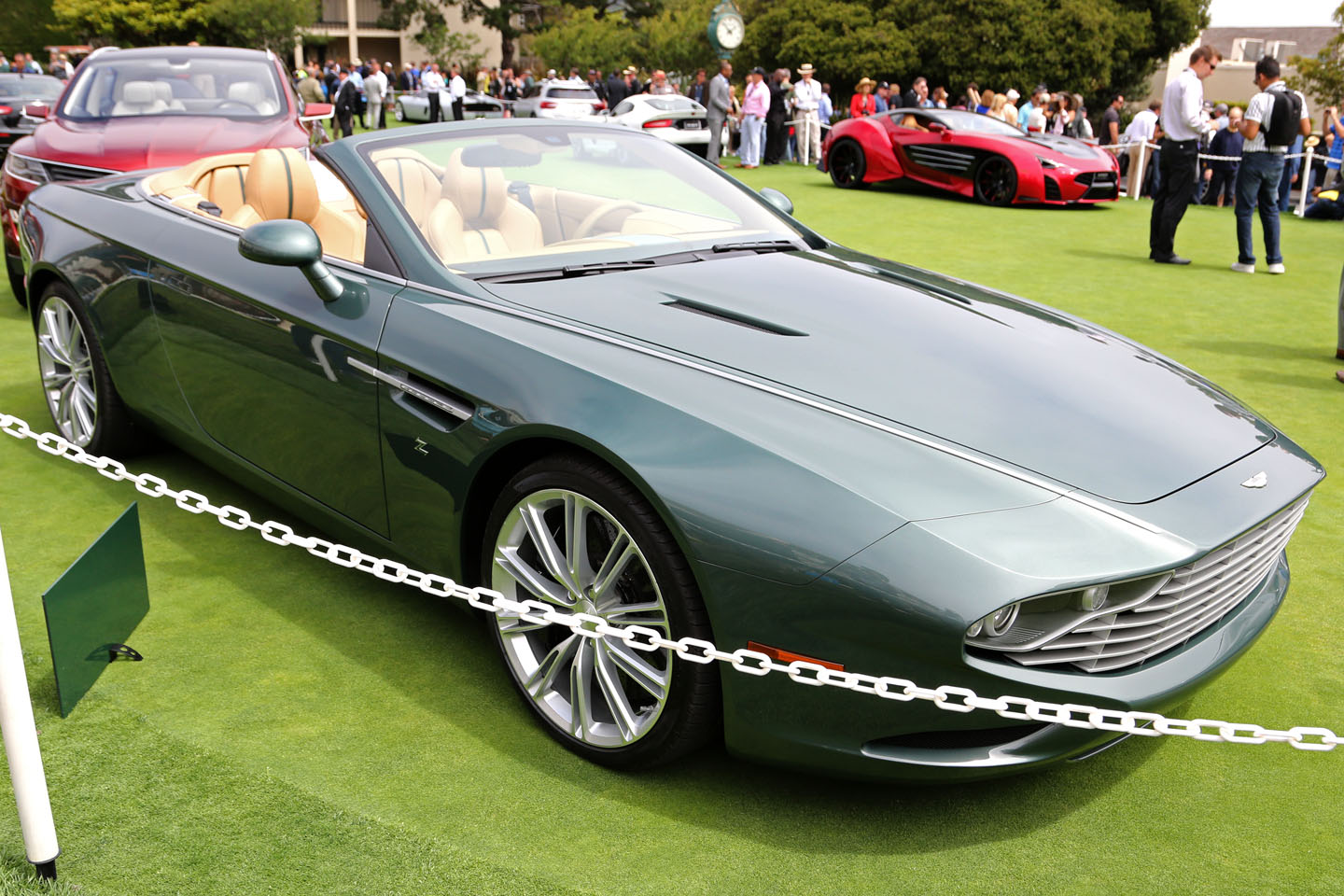
Aston Martin DB9 Zagato Centennial Spyder (2014)

## Éditions
Des nouveautés et des concept-cars sont régulièrement présentés en avant-première par les constructeurs mondiaux au Pebble Beach.

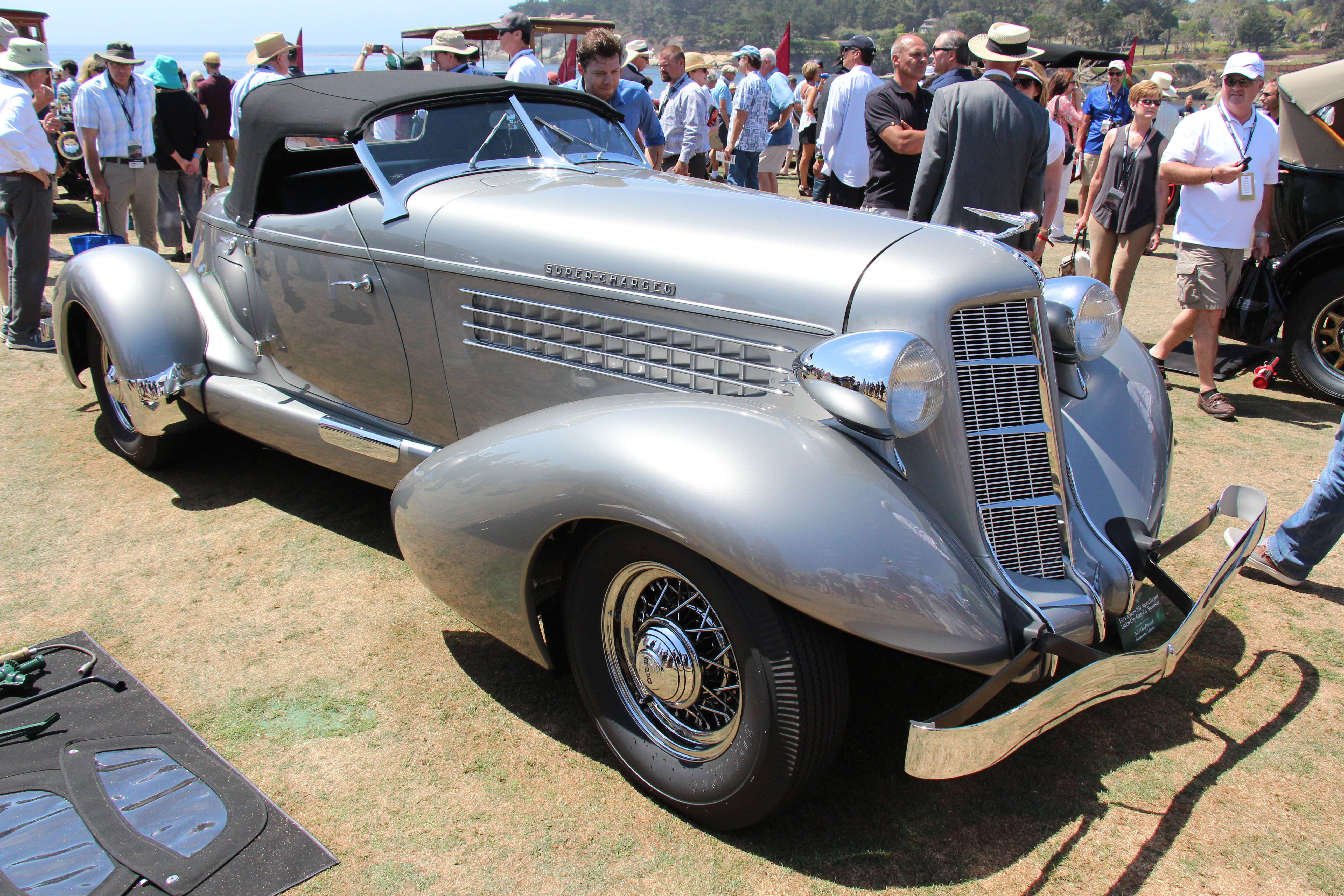
Auburn 851 Speedster (1935)

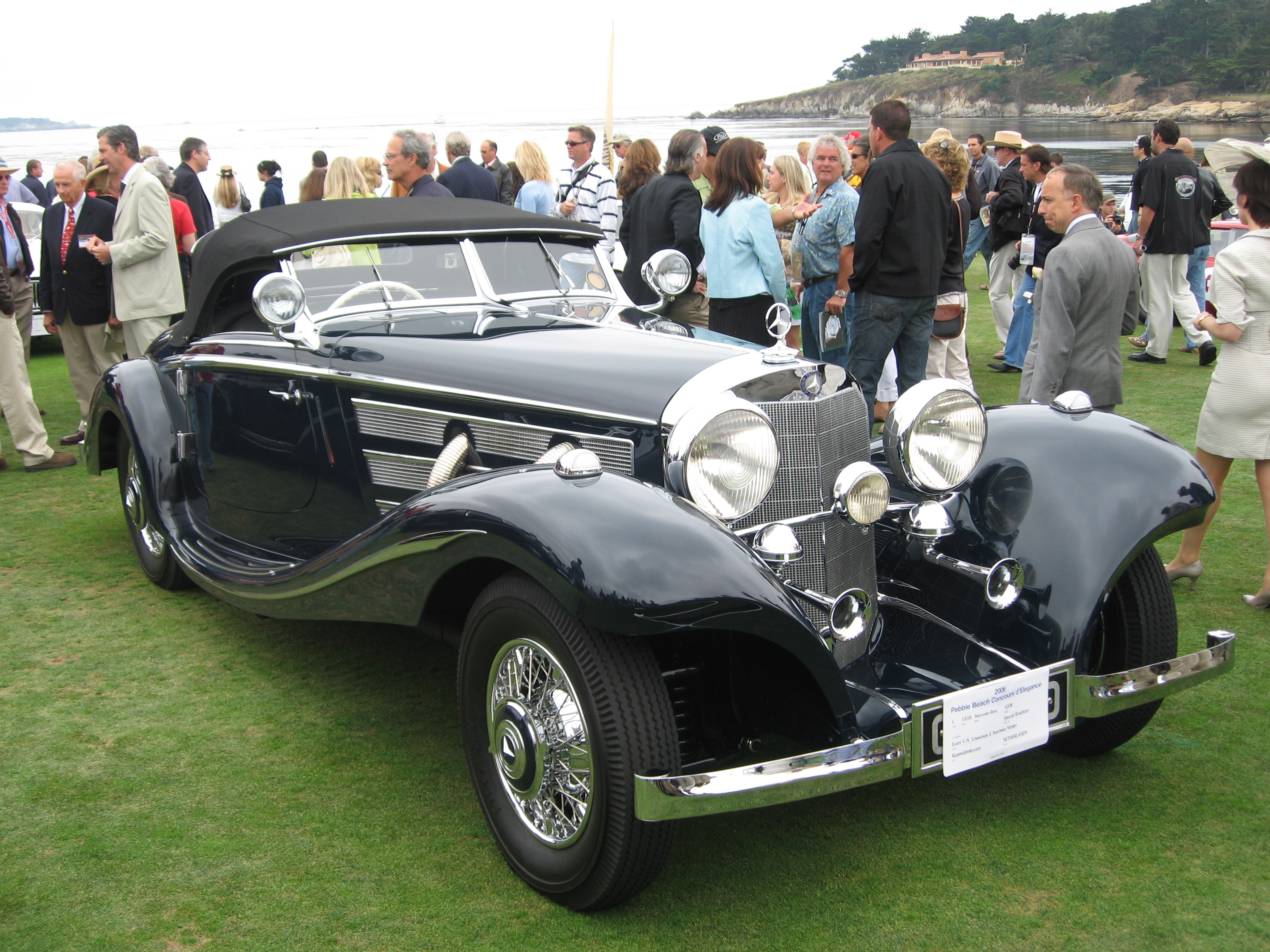
Mercedes-Benz 500K Spezial-Roadster (1936)

### 2016
Concept cars
- Mercedes-Maybach Vision 6 coupé concept
- Kode57

### 2017
Nouveautés
- Aston Martin Vanquish Zagato Volante

Concept cars
- BMW Série 8 Concept
- BMW Concept Z4
- Infiniti Prototype 9
- Infiniti Q60 Project Black S
- Mercedes-Maybach Vision 6 cabriolet concept
- Pagani Huayra roadster concept
- Volkswagen ID. Buzz Concept

### 2018
Nouveautés
- Bugatti Divo[3]
- BMW Z4 III
- Pininfarina PF-Zero
- Porsche Project Gold

Concept cars
- Audi PB18 e-tron
- BytonK-Byte Concept
- Infiniti Prototype 10

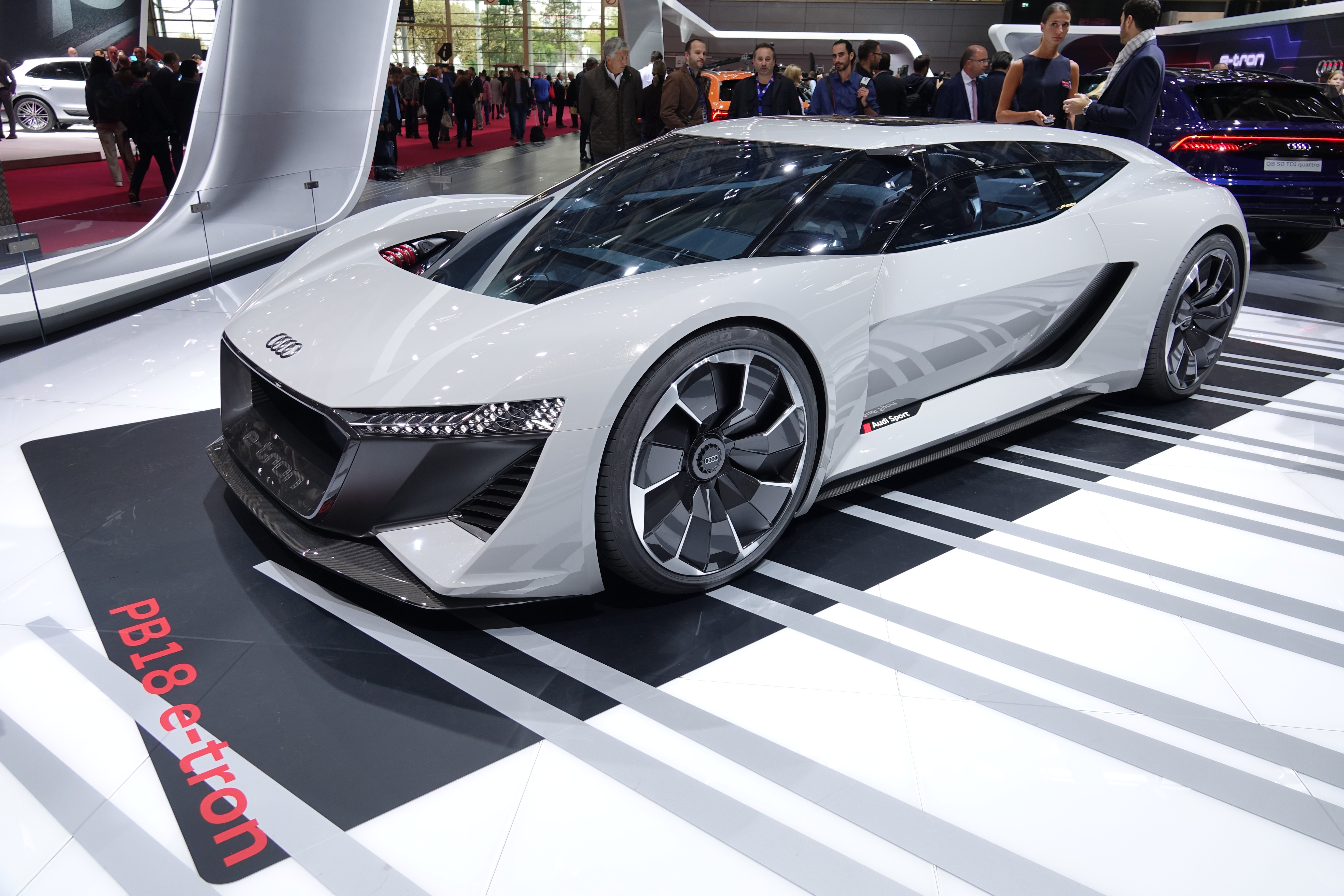
Audi PB18 e-tron (2018 - PB pour Pebble Beach)

- Mercedes-Benz Vision EQ Silver Arrow

### 2020
L'édition 2020 est annulée en raison de la pandémie de Covid-19 aux États-Unis.

### 2021
L'édition 2021 se déroule le 15 août 2021,.
Nouveautés
- Aston Martin Valkyrie Roadster[7]

Concept cars
- Audi Skysphere Concept[8]

### 2023
L'édition 2023 se déroule le 20 août 2023.
Nouveautés
- Hennessey Venom F5 Revolution Roadster
- Maserati MCXtrema[9]
- Rolls-Royce Droptail[10]
- Zenvo Aurora[11]

Concept cars
- Pininfarina PURA Vision[12]
- Lamborghini Lanzador[13]

### 2024
L'édition 2024 se déroule le 18 août 2024.
Nouveautés
- Nilu27[14]
- BMW M5 Touring[15].

## Best of show
- List of Pebble Beach Concours d'Elegance Best of Show winners (en)

### Années 1950
- 1950 : 1950 Edwards R26 Special Sport Roadster
- 1951 : 1951 Jaguar Mark VII Saloon
- 1952 : 1952 Jaguar XK120 Fixed Head Coupé
- 1953 : 1953 Austin-Healey 100 Roadster
- 1954 : 1952 Jaguar XK120 Fixed Head Coupé
- 1955 : 1931 Pierce-Arrow LeBaron Town Car Cabriolet
- 1956 : 1930 Bugatti Type 37 Grand Prix
- 1957 : 1937 Rolls-Royce Phantom III Mulliner Sedanca de ville
- 1958 : 1930 DuPont Model G Merrimac Town Car
- 1959 : 1939 Bugatti Type 57C Gangloff Atalante Coupé

### Années 1960
- 1960 : En raison des conditions météorologiques, le concours de 1960 est annulé.
- 1961 : 1930 Packard Eight 740 Custom Roadster
- 1962 : 1913 Rolls-Royce Silver Ghost London to Edinburgh Tourer
- 1963 : 1931 Pierce-Arrow 41 Custom LeBaron Club Sedan
- 1964 : 1932 Bugatti Type 50 Coupé
- 1965 : 1927 Bentley 4½ Litre Vanden Plas Tourer
- 1966 : 1931 Bugatti Royale Type 41 Binder Coupé de ville
- 1967 : 1937 Rolls-Royce Phantom III Mulliner Sports Saloon
- 1968 : 1964 Maserati Mistral Coupé
- 1969 : 1934 Duesenberg J Murphy Dual Cowl Phaeton

### Années 1970
- 1970 : 1931 Daimler Double-Six (en) 50 Royal Limousine
- 1971 : 1927 Mercedes-Benz 680S Gangloff Open Tourer
- 1972 : 1922 Hispano-Suiza H6B Labourdette Torpedo
- 1973 : 1939 Mercedes-Benz 540K Special Cabriolet A
- 1974 : 1929 Rolls-Royce Phantom I Brewster Regent Convertible Coupé
- 1975 : 1934 Packard Eight 1101 Convertible Victoria
- 1976 : 1937 Bugatti Type 57SC Atalante Coupé
- 1977 : 1927 Packard Eight 343 Murphy Town Car Cabriolet
- 1978 : 1929 Duesenberg J LeBaron Dual Cowl Phaeton
- 1979 : 1931 Chrysler Imperial CG LeBaron Dual Cowl Phaeton

### Années 1980
- 1980 : 1933 Duesenberg SJ Rollston Arlington Torpedo Sedan
- 1981 : 1929 Duesenberg J Murphy Convertible Coupe
- 1982 : 1935 Mercedes-Benz 500K Special Roadster
- 1983 : 1930 Isotta Fraschini Tipo 8A SS Castagna Special Sports Tourer
- 1984 : 1929 Cunningham automobile (en) Series V-9 All Weather Cabriolet
- 1985 : 1939 Bugatti Type 57 Saoutchik Cabriolet
- 1986 : 1936 Mercedes-Benz 500K Special Roadster
- 1987 : 1928 Minerva AF Hibbard & Darrin Ostruk Berline Transformable
- 1988 : 1937 Alfa Romeo 8C 2900B Touring Spider
- 1989 : 1922 Hispano-Suiza H6B Labourdette Skiff

### Années 1990
- 1990 : 1938 Bugatti Type 57SC Atlantic
- 1991 : 1932 Chrysler CH Imperial Custom Speedster
- 1992 : 1929 Rolls-Royce Phantom II Brewster Town Car
- 1993 : 1930 Mercedes-Benz 710SSK Count Trossi Sports Roadster
- 1994 : 1933 Duesenberg J Rollston Torpedo Convertible Victoria
- 1995 : 1931 Isotta Fraschini Tipo 8B Dansk Viggo Jensen Cabriolet de ville
- 1996 : 1938 Delage D8-120 DeVillars Speedster
- 1997 : 1937 Talbot-Lago T150C Figoni & Falaschi Coupé
- 1998 : 1938 Bugatti Type 57SC Corsica Roadster
- 1999 : 1932 Daimler Double-Six (en) 40/50 Martin Walter Sports Saloon

### Années 2000
- 2000 : 1937 Delahaye 135 M Figoni & Falaschi Cabriolet
- 2001 : 1930 Mercedes-Benz SS Erdmann & Rossi Roadster
- 2002 : 1934 Avions Voisin C24 Saliot Roadster
- 2003 : 1936 Bugatti Type 57SC Atlantic
- 2004 : 1938 Horch 853A Erdmann & Rossi Sport Cabriolet
- 2005 : 1937 Delage D8-120 S Pourtout Aero Coupé
- 2006 : 1931 Daimler Double-Six (en) 50 Corsica Drophead Coupe
- 2007 : 1935 Duesenberg SJ Mormon Meteor Special Speedster
- 2008 : 1938 Alfa Romeo 8C 2900B Touring Berlinetta
- 2009 : 1937 Horch 853 Voll & Ruhrbeck Sports Cabriolet

### Années 2010
- 2010 : 1933 Delage D8S De Villars Roadster
- 2011 : 1935 Avions Voisin C25 Aérodyne
- 2012 : 1928 Mercedes-Benz 680S Saoutchik Torpedo
- 2013 : 1934 Packard Twelve 1108 Dietrich Convertible Victoria
- 2014 : 1954 Ferrari 375 MM Scaglietti Coupé
- 2015 : 1924 Isotta Fraschini Tipo 8A Worblaufen Cabriolet
- 2016 : 1936 Lancia Astura Pininfarina Cabriolet
- 2017 : 1929 Mercedes-Benz 680S Barker Tourer[16]
- 2018 : 1937 Alfa Romeo 8C 2900B Touring Berlinetta
- 2019 : 1931 Bentley 8 Litre Gurney Nutting Sports Tourer

### Années 2020
- 2020 : annulé[17]
- 2021 : 1938 Mercedes-Benz 540K Autobahnkurier[18]
- 2022 : 1932 Duesenberg J Figoni Sports Torpedo[19]
- 2023 : 1937 Mercedes-Benz 540K Special Roadster (W 29)
- 2024 : 1934 Bugatti Type 59 Sports
- 2025 : 1924 Hispano-Suiza H6C Nieuport-Astra "Tulipwood" Torpedo

## Quelques autres concours
Américains
- Monterey Car Week (Californie)
- Concours d'élégance d'Amelia Island (Floride)
- Greenwich Concours d'Elégance (Connecticut)
- Desert Classic Concours d’Elegance (Californie)

Européens
- Chantilly Arts & Elegance Richard Mille
- Concours d'élégance Villa d'Este
- Festival de vitesse de Goodwood